# Joseph L. Montani
Joseph L. Montani, né à Perth Amboy en 1952, est un astronome américain.

## Études
Il est diplômé du lycée de Perth Amboy en 1970. Il a ensuite étudié à l'Université Columbia à New York, où il a étudié la philosophie, l'astronomie et la physique. En 1988, il a obtenu une maîtrise (Master of Science) de sciences physiques à l'Université d'État de New York (SUNY) à Stony Brook (Brookhaven).

## Carrière
Après avoir étudié l'astronomie à l'Université Columbia, Montani a travaillé dans le domaine de la radioastronomie des ondes millimétriques à la NASA à l'Institut Goddard d'études spatiales à New York et à l'observatoire interaméricain du Cerro Tololo au Chili. En 1990, il a travaillé à l'observatoire Steward à Tucson (Arizona), au Laboratoire lunaire et planétaire et à bord de l'observatoire aéroporté Gerard P. Kuiper. En 1994 il est devenu membre du projet Spacewatch mené par l'Université de l'Arizona. De 1996 à 2001, il a travaillé à l'observatoire de Kitt Peak.

## Découvertes
Il a découvert quatre comètes : 314P/Montani, C/1997 G2 (Montani), C/1998 M6 (Montani) et C/2000 A1 (Montani). Il a également découvert, en tant que membre du programme Spacewatch, plus de 16 astéroïdes dont (12464) Manhattan et (12465) Perth Amboy.

## Centres d'intérêt
Montani est astronome amateur depuis 1970, il a consacré son temps libre à la construction de télescopes. Il a été membre des Astronomes Amateurs, Inc. de Cranford (New Jersey), l'une des plus grandes associations astronomiques des États-Unis, et est devenu plus tard un membre de l'American Astronomical Society (AAS). Montani s'est intéressé au bouddhisme zen. Montani est un radioamateur.

## Distinctions
L'astéroïde (7656) Joemontani lui a été dédié.